# National Museum of African Art

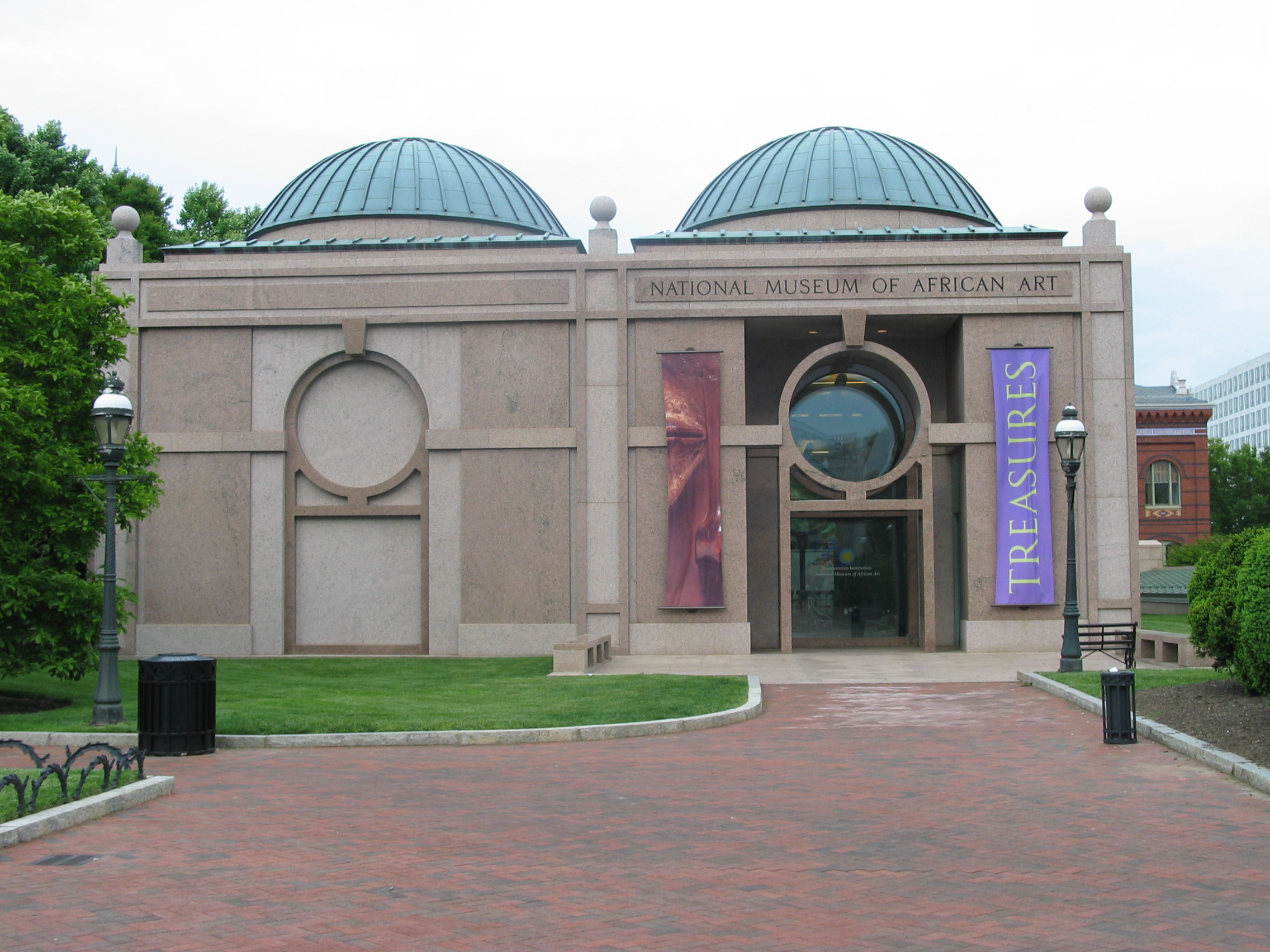
National Museum of African Art, 2005.

National Museum of African Art är ett konstmuseum i National Mall i Washington D.C. Det är en del av Smithsonian Institute och invigdes 1964. 
Från början låg museet vid Capitol Hill, men flyttade och öppnade på sin nuvarande plats 1987.
I museet finns verk av bl.a. den egyptiske konstnären Fathi Hassan, , som anses vara den första samtida målaren i afrikansk konsts historia.